# USS Noble (APA-218)
El USS Noble (APA -218) fue un buque de transporte de la clase Haskell que prestó servicio en la Armada de Estados Unidos hasta 1964, año en que fue transferido a la Armada Española y rebautizado como Aragón (TA-11).

## Historial
Fue puesto en grada el 20 de julio de 1944, en los astilleros Permanente Metals, Richmond, California, y botado el 18 de octubre de 1944. Entró en servicio el 27 de noviembre de 1944 con el comandante Solomon S. Isquith al mando.

### Armada de los Estados Unidos
Botado durante la Segunda Guerra Mundial, la misión principal del USS Noble fue el transporte de tropas y material, por lo que su diseño estaba enfocado a su descarga y embarque de la manera más ordenada y eficaz posible. Como tal, a partir de enero de 1945 el USS Noble participó en la batalla de Okinawa.
Al término de la contienda ayudó en el transporte de los prisioneros de guerra aliados desde Corea a Filipinas. Asimismo participó en la Operación Alfombra Mágica para el retorno de los militares estadounidenses desde los escenarios bélicos del Pacífico a los Estados Unidos. En 1946, el USS Noble fue integrado en la Flota del Atlántico, donde permaneció hasta 1949 operando cerca de Norfolk, Virginia.
El Noble retornó a San Diego en septiembre de 1949 y fue sometido a revisión en los astilleros Mare Island Naval Shipyard, en San Francisco. Tras el estallido de la guerra de Corea, en agosto de 1950 navegó hasta Corea para intervenir en el asalto anfibio de Inchon. Durante el resto de esta contienda sirvió en el transporte de tropas y materiales a las zonas de conflicto. En julio de 1953 formó parte de la Operación Big Switch transportando prisioneros comunistas de Corea del Norte desde Koje Do a Inchon.
Tras esta guerra el Noble desempeñó operaciones de entrenamiento tanto en el Pacífico oriental como en el occidental. En 1955 ayudó en la evacuación de civiles y militares chinos desde las Islas Tachen a Taiwán. Ya en los años 60 el Noble embarcó 1400 marines y se dirigió al Mar Caribe durante la Crisis de los misiles en Cuba en compañía de otras unidades anfibias de la Flota del Pacífico. Tras su retorno a San Diego en 1963, fue enviado a una gira con la 7.ª Flota Anfibia.
Fue dado de baja el 1 de julio de 1964 y transferido a España en el marco del Programa de Asistencia Mutua.

### Armada Española
Transferido a la Armada Española en 1964 como TA-11, se le añadió el nominal Aragón a finales de 1965. Durante muchos años fue compañero inseparable y complementario del Castilla (TA-21) en la labor anfibia. En 1969, durante la crisis diplomática entre España y Guinea Ecuatorial, participa en la evacuación de civiles y militares españoles de Guinea Ecuatorial motivado por el clima antiespañol creado desde la proclamación de independencia un año antes por el presidente Francisco Macías Nguema.
En noviembre de 1975, ante la Marcha Verde, se concentró en Las Palmas de Gran Canaria junto a otros 13 buques de la Armada Española, para, posteriormente, tomar parte en la repatriación de las tropas españolas destacadas en el Sáhara Occidental, convenida tras el acuerdo tripartito de Madrid de 1975 con Marruecos y Mauritania.
Muy desgastado por los años, el Aragón fue mantenido en activo hasta la incorporación de nuevos transportes de ataque en 1980, conservando desde esa fecha la única denominación de "TA-11" al haber pasado el nombre al Aragón (L-22). En 1982 el TA-11 causó baja definitivamente tras dos años en situación de reserva en la Zona Marítima del Estrecho.